# Streeptapuit
De streeptapuit (Campicoloides bifasciatus; synoniem: Oenanthe bifasciata) is een zangvogel uit de familie Muscicapidae (vliegenvangers).

## Verspreiding en leefgebied
Deze soort is endemisch in Zuid-Afrika.